# Kortessem
Kortessem è un comune belga di 8 153 abitanti, situato nella provincia fiamminga del Limburgo belga.